# Confirmed Dead
"Confirmed Dead" (titulado "Oficialmente muertos" en España y "Confirmado, están muertos" en Hispanoamérica) es el segundo episodio de la cuarta temporada de la serie de televisión Lost, de la cadena ABC. Fue escrito por los guionistas Drew Goddard y Brian K. Vaughan y dirigido por Stephen Williams. Fue transmitido originalmente en Estados Unidos y Canadá el 7 de febrero de 2008, consiguiendo una audiencia media de 15,29 millones de espectadores.
Este episodio marca la primera aparición de tres personajes principales nuevos, Daniel Faraday (interpretado por Jeremy Davies), Charlotte Lewis (Rebecca Mader) y Miles Straume (Ken Leung), así como la de Frank Lapidus (Jeff Fahey) como actor recurrente. Durante los casting, los actores recibieron papeles y escenas falsas con el objetivo de limitar la fuga de spoilers, ya que tras la filtración del último episodio de la tercera temporada en Internet antes de su emisión, los guionistas y productores de la serie, Damon Lindelof y Carlton Cuse, se declararon en "silencio radiofónico" sobre cualquier asunto relacionado con la trama de Lost. Algunos críticos elogiaron el episodio por la forma de introducir a los nuevos personajes, mientras que otros lo criticaron argumentando que esto causó un ritmo muy lento.
La narración del episodio tiene lugar el 21 y 22 de diciembre de 2004, 91 y 92 días después de que el vuelo 815 de Oceanic Airlines se estrellara en la isla. El equipo de rescate del carguero de Naomi Dorrit, al que Jack Shephard llamó en el episodio final de la tercera temporada, va llegando a la isla y los supervivientes del accidente comienzan a dudar de sus intenciones.

## Trama

### Flashbacks
Los restos del vuelo 815 son encontrados por el barco de rescate Christiane I en la fosa de Sonda, en el océano Índico. En Essex, Massachusetts (Estados Unidos), la noticia es observada en la televisión por un físico llamado Daniel Faraday (Jeremy Davies), que llora ante ella. Una mujer que está con él le pregunta el motivo de su llanto, ante lo cual Daniel dice que no lo sabe. 
En Inglewood, California (Estados Unidos), un médium espiritista llamado Miles Straume (Ken Leung) entra en una casa para calmar al espíritu de un niño afroamericano que ha fallecido. Conversando con él, aparentemente le convence para que le muestre donde está oculto un paquete con dinero y drogas; Miles coge el dinero y deja la droga. 
En Medenine, Túnez, una antropóloga llamada Charlotte Lewis (Rebecca Mader) llega a un lugar donde se está llevando a cabo una excavación, en la han encontrado los restos de un animal. Tras examinarlo, asegura que se trata oso polar y al excavar entre los restos encuentra un collar con el símbolo de La hidra, la estación zoológica que la Iniciativa Dharma construyó en la isla. 
En Eleuthera, Bahamas, un piloto llamado Frank Lapidus (Jeff Fahey) está viendo en la televisión la noticia sobre el hallazgo de los restos del vuelo 815 cuando se da cuenta de que el supuesto cadáver del piloto no lleva anillo de boda. Entonces Lapidus llama por teléfono a la compañía Oceanic Airlines para informar de ello, asegurando que no se trata del verdadero piloto, pues le conocía y sabía que estaba casado. Además, revela que él tenía que haber pilotado el vuelo 815 ese día, pero no pudo hacerlo por estar ebrio.
En el último flashback, Naomi Dorrit (Marsha Thomason) conversa sobre las personas seleccionadas para formar parte del equipo del carguero con un hombre llamado Matthew Abaddon (Lance Reddick), que en el capítulo anterior se presentó en el flashforward de Hurley como el abogado de Oceanic. Ella piensa que el equipo escogido no es el adecuado para la misión, pero Abaddon les defiende y ante la pregunta de Naomi sobre la posibilidad de que haya supervivientes del vuelo 815, él responde que no hubo supervivientes.

### En la isla
El helicóptero que transporta a algunos de los miembros del carguero hasta la isla pierde el control durante el vuelo, obligando a los tres pasajeros a saltar. Uno de ellos, Daniel Faraday, es encontrado por Jack Shephard (Matthew Fox) y Kate Austen (Evangeline Lilly) y juntos deciden ir en busca de los demás. 
Mientras tanto, John Locke (Terry O'Quinn) conduce a su grupo en busca de la cabaña del líder de los Otros, Jacob, siguiendo, según dice las instrucciones de Walt, que le dijo que debía impedir que Naomi Dorrit trajera al resto de su equipo a la isla. Sawyer (Josh Holloway) comienza a dudar del plan de Locke, pero deja de insistir cuando éste le enseña la herida que le produjo el disparo de Benjamin Linus y que le habría matado de no ser porque no tenía un riñón.
Pronto, Jack y Kate comienzan a desconfiar de Daniel al ver que lleva una pistola y al encontrar una caja llena de máscaras antiguas que cayó de su helicóptero. Daniel les confiesa que rescatarles no es su misión principal y, en ese momento, el GPS de su teléfono localiza la posición de uno de sus compañeros. Al encontrarle, el hombre, llamado Miles, apunta a Jack y Kate con su arma, pues cree que ellos mataron a Naomi. Tras intentar convencerle de que no fue así, Miles les obliga a llevarle hasta su cadáver y así finalmente se convence. Entonces, Juliet Burke (Elizabeth Mitchell) y Sayid Jarrah (Naveen Andrews) dan alcance al grupo y obligan a Daniel y a Miles a entregar sus armas. Poco después encuentran al piloto del helicóptero, Frank Lapidus, que ha conseguido aterrizar la máquina sin que sufra daños. Los tres miembros del carguero descubren que Juliet no es una de las supervivientes, ya que Frank se había estudiado la lista de pasajeros, y Miles le exige que le diga donde se encuentra Ben, cuya búsqueda y captura es su principal misión.
El grupo de Locke encuentra a otra componente del equipo del carguero, Charlotte Lewis, y la obligan a ir con ellos. Ben (Michael Emerson) consigue quitarle el arma a Karl (Blake Bashoff) y le dispara a Charlotte, pero no la ocurre nada ya que lleva un chaleco antibalas. Locke está dispuesto a matar a Ben por ello, pero éste le revela que conoce información que le será útil, sobre todo acerca del equipo del carguero, pues tiene a un hombre infiltrado en él.

## Reparto

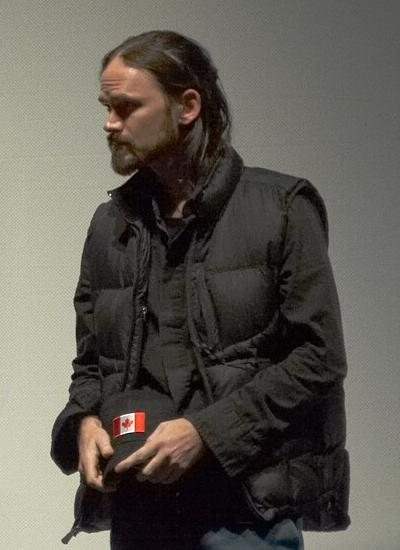
El actor estadounidense Jeremy Davies hace su primera aparición en la serie interpretando al físico Daniel Faraday.

- Elizabeth Mitchell como Juliet Burke.
- Emilie de Ravin como Claire Littleton.
- Evangeline Lilly como Kate Austen.
- Jeremy Davies como Daniel Faraday.
- Jorge García como Hugo "Hurley" Reyes.
- Josh Holloway como James "Sawyer" Ford.
- Ken Leung como Miles Straume.
- Michael Emerson como Benjamin Linus.
- Matthew Fox como Jack Shephard.
- Naveen Andrews como Sayid Jarrah.
- Rebecca Mader como Charlotte Lewis.
- Terry O'Quinn como John Locke.

### Audiciones
Durante los casting para los nuevos personajes, fueron asignados temporalmente nombres, ocupaciones y escenas falsas para limitar la fuga de spoilers. A causa de esto, el personaje de Rebecca Mader, Charlotte Lewis, fue descrito durante el proceso como una "estudiante de éxito" (en vez de una antropóloga), que aparecería tirada en medio de la selva (en vez de enganchada de un árbol sobre un lago). Originalmente, estaba previsto que Charlotte fuera estadounidense, pero los guionistas prefirieron el acento natural inglés de Mader que su falso acento norteamericano y cambiaron a Charlotte en consecuencia a ello. Se rumoreó que a la actriz Kristen Bell se le ofreció el papel de Charlotte; sin embargo, aunque ella habló con los productores de la posibilidad de un papel en la serie, no se le ofreció ninguno. Los productores Damon Lindelof y Carlton Cuse afirmaron que el nombre de Charlotte (Charlotte Staples Lewis en forma completa) hace referencia al escritor C. S. Lewis, autor de la saga de libros Las Crónicas de Narnia

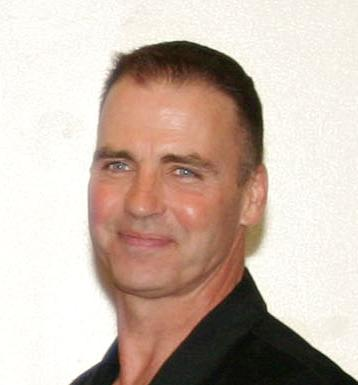
El actor estadounidense Jeff Fahey hace su primera aparición en la serie interpretando al piloto Frank Lapidus.

Después de ver la actuación de Ken Leung como estrella invitada en la serie Los Soprano, de la cadena HBO, Lindelof y Cuse escribieron el papel de Miles específicamente para él. En un principio, se dijo que interpretaría a un matemático y científico llamado Russell, papel que luego pasaría a ocupar Jeremy Davies. Tras los casting, se reveló el verdadero papel de Davies sería Daniel Faraday, un científico y profesor de la Universidad de Oxford, obsesionado con los misterios. Su nombre está relacionado con el famoso físico inglés Michael Faraday, que descubrió la relación que había entre el magnetismo y los rayos de luz, y como uno podía afectar a los otros. En el episodio, se hace un guiño a esto cuando Daniel comenta las irregularidades de los rayos de luz en la isla.
Los productores afirmaron que Jeff Fahey "era la primera y única opción para interpretar al personaje" de Frank Lapidus. Se especuló que Fahey interpretaría al personaje de Jacob, el líder de los Otros, debido a un error cometido por la página web Internet Movie Database (IMDb) que, durante unas horas, publicó esta información en la ficha del actor.

## Producción
La mayor parte o la totalidad del rodaje del episodio se llevó a cabo entre el 11 y el 23 de septiembre de 2007, en la isla de Oahu, Hawái. El flashback en el desierto de Túnez, fue rodado en Mai'ly Quarry, una cantera de piedra, usando ventiladores industriales que soplaban la arena falsa. Para resolver el asunto del oso polar en esta escena, Lindelof y Cuse dijeron en el podcast oficial del episodio, que hay dos opciones: o bien que el oso fuera llevado hasta allí en un barco, o que su aparición se debiera a las propiedades de transferir cosas desde la isla hasta otro lugar, haciendo referencia a las actividades realizadas en la estación La Orquídea.
Un episodio normal de Lost tiene entre 20 y 80 efectos especiales. El supervisor Mitch Suskin se quejó de que la creación de los efectos de "Confirmed Dead", al igual que los del resto de la primera mitad de la temporada, "fue demasiado lenta", ya que el episodio se emitió cuatro meses después de que la producción comenzara y, en su opinión, es mejor trabajar con un poco de presión. En el flashback de Lapidus, el momento en el que tira un avión de juguete haciendo espirales a una pecera, fue hecho con ordenador, ya que, aunque en un principio no era su intención utilizar en esa escena efectos especiales, Suskin dijo que "es imposible conseguir que un avión de juguete haga espirales de la forma que tú quieres”. Para construir la escena grabaron un tanque de agua con rocas en la parte inferior y más tarde se añadió el avión con ordenador. Las pantallas de los GPS que llevan los miembros del carguero están hechas también con ordenador y el salto de Faraday en paracaídas tiene algunos efectos especiales.
La escena inicial en la que aparecen los restos del Vuelo 815 hundidos en el océano, se hizo totalmente a ordenador. Con esta escena se hace referencia por primera vez en la serie a Find 815, el juego de realidad alternativa producido por los creadores de Lost y ABC Studios. Éste acaba del mismo modo que comienza el episodio, con el hallazgo de los restos del Vuelo 815 hundidos en la Fosa de Sonda, por parte de unos VOTs dirigidos desde el barco de rescate Christiane I, que se encontraba buscando la Roca Negra (el barco encallado en la isla de la serie). Otras relaciones entre el juego y el episodio son el número de teléfono de Oceanic Airlines al que Frank Lapidus llama en su flashback, que es dado como pista en el primer capítulo del juego, y los nombres de los cuatro tripulantes del carguero que llegan a la isla, que también son dados como pistas.
La banda sonora del episodio fue compuesta por el músico estadounidense Michael Giacchino.